# Raiz quadrada de um segmento
A raiz quadrada de um segmento feita com régua e compasso, é construída da seguinte forma:

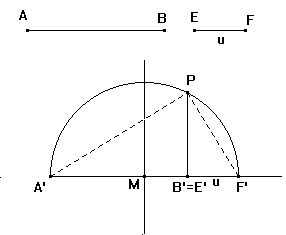
Raiz quadrada

1. Encontramos a soma do segmento AB com segmento unidade EF por meio de transporte de segmentos para uma reta r e marcamos como A'B' e E'F'.
2. Traçamos uma reta mediatriz entre os pontos A' e F' encontrando o ponto médio M.
3. Traçamos a semi-circunferência de centro em M e raio A'M
4. Traçamos uma perpendicular por B' ate encontrar a semi-circunferência marcando o ponto P.
5. O segmento de reta B'P' é a raiz quadrada do segmento AB.

## Justificativa
O triângulo A'PF' esta inscrito em um triângulo retângulo logo B'P é uma altura relativa a hipotenusa. Assim 
 
sendo {\displaystyle E'F'=1} temos que {\displaystyle {\overline {B'P}}={\sqrt {\overline {A'B'}}}} logo {\displaystyle {\overline {B'P}}={\sqrt {\overline {AB}}}}